# Aloys Weisenburger

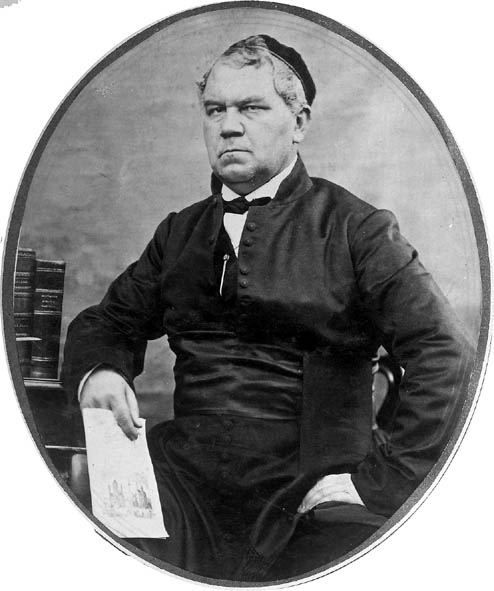
Pfarrer Aloys Weisenburger, der Pfälzer „Kalendermann“. In der Hand hält er einen seiner Hauskalender.

Aloys Weisenburger (* 15. August 1815 in St. Martin; † 21. Oktober 1887 in Hambach) war eine bedeutende Priestergestalt des 19. Jahrhunderts im Bistum Speyer; berühmter Prediger, Schriftsteller und Publizist. Wegen der langjährigen Herausgabe seines Hauskalenders wird er auch „Pfälzer Kalendermann“ genannt.

## Leben
Aloys Weisenburger war als Winzersohn in St. Martin geboren, wie er selbst schrieb: „in einer zwar nicht berühmten aber frommen und religiösen Familie.“ Er besuchte das Gymnasium in Speyer, studierte Theologie in München und trat schließlich ins Clerical-Seminar (Priesterseminar) Speyer ein. Am 21. Dezember 1839 erhielt er die Priesterweihe von Bischof Johann Jakob von Geissel, dem späteren Kardinal-Erzbischof von Köln.
Zunächst kam Weisenburger als Kaplan nach Landau, dann nach Winnweiler, um den kränklichen Ortspfarrer Dumont zu entlasten. Nach dessen Tod, 1841, übernahm er die Verwaltung dieser Pfarrei. In der Weihnachtszeit 1841 baten seine Pfarrangehörigen den Bischof schriftlich darum, den Jungpriester als Pfarrer dort zu belassen, da „Weisenburger es ist, dem die ganze katholische Pfarrei mit Herz und Liebe zugetan ist und den sie als zukünftigen Pfarrer wünscht und wünschen muß, weil er ein treuer Arbeiter im Weinberg des Herrn ist.“ Der Bischof ließ im Januar 1842 antworten, dass man in Speyer erfreut sei über die Achtung und das Vertrauen, das die Gemeinde Kaplan Weisenburger entgegenbringe, seine Anstellung als Pfarrer jedoch nicht in Frage komme, da er erst zwei Jahre geweiht sei und noch nicht das Pfarrexamen abgelegt habe. Am 31. August des Jahres ging Weisenburger als Kaplan und zweiter Lehrer der dortigen Lateinschule nach Blieskastel. 1848 erhielt er seine erste Pfarrstelle in Klingenmünster, 1850 wurde er Pfarrer in Frankenthal und 1858 schließlich Pfarrer von Hambach, wo er bis zu seinem Tode „mit aller Einsicht, Liebe und Hingebung“ arbeitete, wie sein Nachruf konstatiert. Aloys Weisenburger starb in Hambach am 21. Oktober 1887 und wurde drei Tage später auf dem dortigen Friedhof beigesetzt.

## Wirken
Wer das einzig erhaltene Photo von Pfarrer Weisenburger betrachtet, erkennt auch heute – nach 150 Jahren – sofort aus der Physiognomie, dass er eine äußerst markante und energische Persönlichkeit vor sich hat. Nikolaus Redelberger, seinerzeit der älteste Priester der Diözese († 1949) hatte Weisenburger 1878 kennengelernt und charakterisierte ihn aus der Erinnerung folgendermaßen:

„Eine stattliche Erscheinung, oder wie man heute gerne sagt, er war von großem Format. Eine kräftige, imponierende Gestalt, über das Durchschnittsmaß hinaus, konnte er nicht leicht übersehen werden, zog vielmehr unter den Amtsbrüdern alsbald die Blicke auf sich. In seinem Gesicht hatte sich eine gewisse souveräne Überlegenheit ausgeprägt, welche jedoch nicht anspruchsvoll wirkte, sondern von einem menschenfreundlichen Wohlwollen getragen war. Ein gewisses Selbstbewußtsein war bei ihm nicht zu verkennen, doch wirkte dieses nicht abstoßend, sondern eher vertrauenserweckend. Seine Reden, seine Ratschläge und Ermahnungen waren oft derb und massiv, fern von Süßholzraspeln und Schöntuerei, aber sie waren ehrlich und aufrichtig wohlgemeint und wurden deshalb auch willig entgegengenommen und beherzigt.“

Zwei Besonderheiten ließen Aloys Weisenburger über seine Mitbrüder hinausragen: Er war ein gewaltiger und geschätzter Prediger, dessen Predigten aber auch wegen ihrer Länge als „berüchtigt“ galten. Außerdem betätigte er sich als Volksschriftsteller und gab ca. 20 Jahre lang seinen überregional verbreiteten Hauskalender heraus.
Hinsichtlich seiner Art zu predigen führt „Der Pilger“, 1887, im Nachruf, u. a. folgendes aus: „Wenn es galt, Mißstände, wie z. B. die Sonntagsschändung zu geißeln, dann stand er da wie ein zürnender Moses, die Guten um sich sammelnd, die Schwankenden stärkend, die Boshaften in Wuth versetzend.“ Seine Predigten waren geschätzt wegen ihrer Überzeugungskraft und der bildhaften, volksnahen Sprache. Bei der Einweihung der erweiterten Pfarrkirche in Burrweiler, am 25. September 1867, soll er eineinhalb Stunden frei gepredigt haben, weshalb sich der Gottesdienst enorm in die Länge zog und „der Bischof seine Gesundheit durch Erkältung erschütterte.“ Trotzdem rief man ihn immer wieder zu Gastpredigten, da man mit seinen Predigten und seiner imposanten Erscheinung stets Ehre einlegte. So bat ihn Pfarrer Bernhard Magel auch bei der Einweihung der Marienkirche in Neustadt, am 26. August 1862 vor Bischof Nikolaus von Weis, König Ludwig I. und Erzherzogin Hildegard von Österreich zu predigen. Mehrere seiner Homilien erschienen später im Druck. Pfarrer Weisenburger war auch mit dem Ordensstifter Prälat Jakob Friedrich Bussereau befreundet und hielt ihm die Primizpredigt.
Schon ab ca. 1850 publizierte Aloys Weisenburger seinen weit verbreiteten „Kalender für Zeit und Ewigkeit“. Diese Kalender wurden damals hauptsächlich von Hausierern vertrieben und erlebten einen enormen Absatz. Für viele Familien bildete in dieser Zeit der jährliche Hauskalender die einzige Lektüre, die man im Hause hatte. Mit dem Kalender erschien als Beilage das sogenannte „Aderlaßmännchen“ mit medizinischen und hygienischen Ratschlägen. Neben den Kalenderangaben enthielten diese Schriften viele erbauliche Geschichten und Gedichte, die in den Familien gelesen, bzw. vorgelesen wurden. Weisenburger sparte darin nicht mit derben Sprüchen, wie man schon an den öfter wechselnden Untertiteln feststellen kann. Einer davon hieß etwa: „Kalender nebst einigen spaßigen, gepfefferten Beigaben, für Burschen, Weiber, Männer und alte Jungfern.“ Der Kalender Weisenburgers erschien in ca. 20 Jahrgängen und erreichte teilweise eine Auflage von 50.000 Exemplaren. 1855 ließ er die schönsten Aufsätze daraus in Buchform, unter dem Titel „Hausmannskost für die Gesunden, Hausmittel für die Kranken, dem ganzen Volk zum Besten gegeben von Aloys Weisenburger, Pfarrer zu Frankenthal“ erscheinen. 1863 erschien die bereicherte Neuauflage „Neue Hausmannskost“. Die Bücher fanden reißenden Absatz und wurden u. a. auch ins Holländische und Englische übersetzt. Unter den Deutschen in Amerika waren sie weit verbreitet, da man sie in Cincinnati mit Lizenz nachdruckte.
Durch seine Hauskalender wurde Weisenburger überregional bekannt. Auf dem Friedhof in Hambach hält heute eine Gedenktafel die Erinnerung an den außergewöhnlichen Mann wach. Jakob Bisson widmete ihm 1956 in seinem Buch „7 Speyerer Bischöfe und ihre Zeit“ ein eigenes Kapitel; der „Pilgerkalender 1987“ (Jahrbuch des Bistums Speyer) brachte zu seinem 100. Todestag einen großen Gedenkartikel.